# 日本榿翠灰蝶
日本榿翠灰蝶（学名：Neozephyrus japonicus）为灰蝶科翠灰蝶屬下的一个种。日本榿翠灰蝶主要分布于俄罗斯远东地區、中国东北、朝鲜半岛、日本等地。

## 棲地
幼蟲取食日本榿木（學名：Alnus japonica）。成蝶產卵於葉芽下，以便幼蟲獲得庇護和食物。